# Parasyscia reticulata
Parasyscia reticulata (лат.) — вид муравьёв рода Parasyscia из подсемейства Dorylinae. Китай.

## Распространение
Встречаются в Юго-Восточной Азии:Китай (Taiwan, Guangxi).

## Описание
Мелкие муравьи от желтовато-коричневого цвета (ноги и усики светлее; длина около 4 мм). От близких видов отличается следующими признаками: одноцветный вид, всё тело от желтовато-коричневого до темно-желтовато-коричневого; глаза редуцированы, омматидиальный край нечеткий. Петиоль такой же длины, как и ширина при взгляде сверху, с почти параллельными краями. Голова и III сегмент брюшка точечно-сетчатые, скульптура IV сегмента брюшка от густых до редких ворсинчатых точек. Усики 12-члениковые. Головной индекс рабочих (CI, соотношение ширины головы к длине × 100): 72—86. Длина головы рабочих 0,70—0,85 мм, длина скапуса 0,25—0,30 мм, ширина головы 0,60—0,65 мм. Индекс скапуса рабочих (SI, соотношение длины скапуса к длине головы × 100): 61—67. Предположительно, как и другие виды рода, мирмекофаги.
Вид был впервые описан по крылатой самке с Тайваня в 1923 году итальянским мирмекологом Карлом Эмери под названием Cerapachys reticulatus Emery, 1923, а его валидный статус подтверждён в 2022 году. P. reticulata очень близок к индо-малайскому виду P. hashimotoi, но петиоль более симметричен, с переднедорсальным углом на высоте заднедорсального угла на виде сбоку, а на виде сверху он субпрямоугольный, с параллельными боковыми краями.